# Dazibao

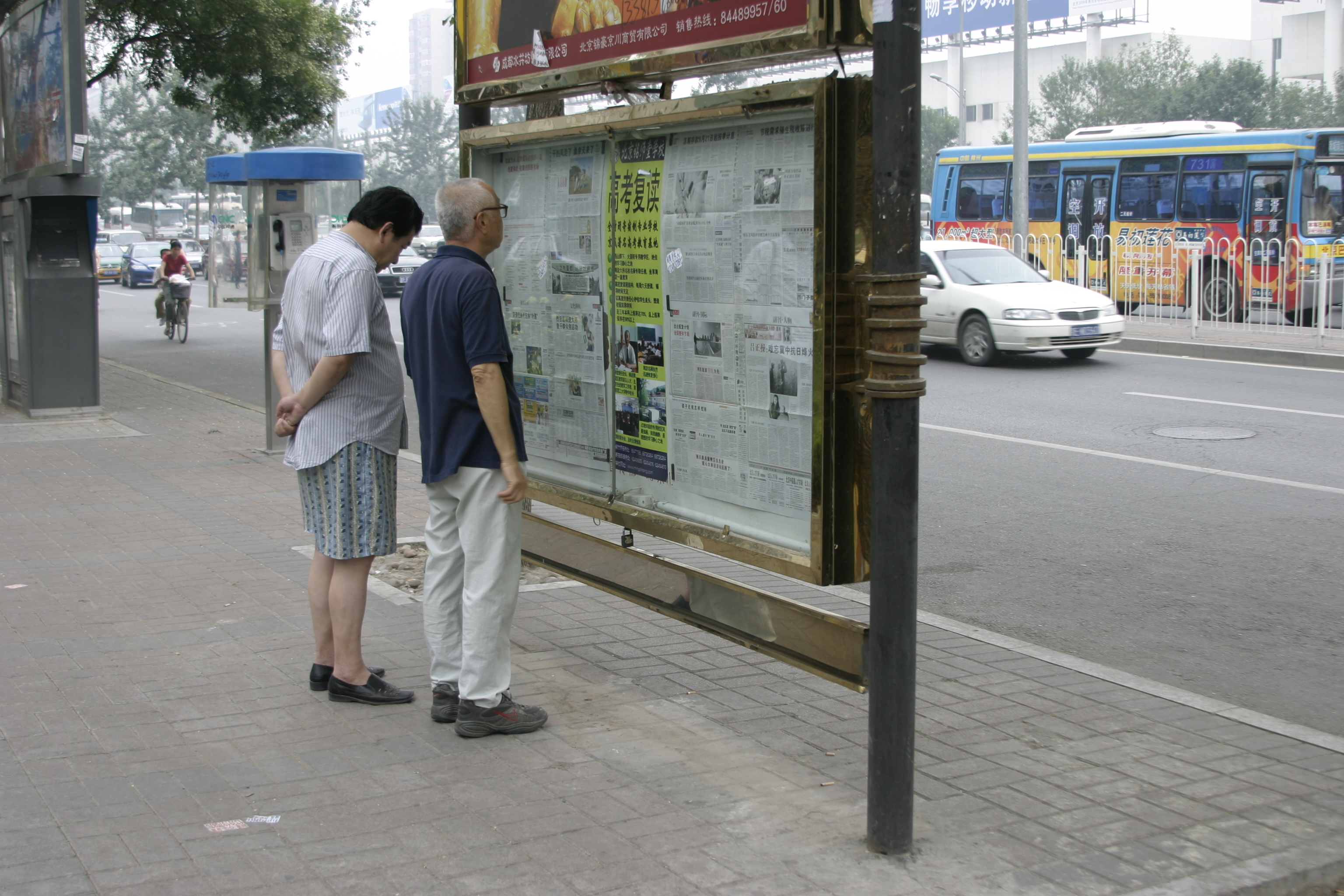
Dazibao a Beijing, 2005.

El mot dazibao (en xinès tradicional: 大字報, xinès simplificat: 大字报, pinyin: dàzìbào) literalment "periòdic a grans caràcters") és utilitzat per designar un tipus de periòdic manuscrit usant caràcters xinesos de gran grandària. Constituïen rètols redactats per un ciutadà comú amb un tema polític o moral i aquests eren enganxats en murs per ser llegits pel públic. El terme correcte és "dazibao" encara que, de vegades, s'escriu "dacibao", que respecta millor les regles ortogràfiques del català.
L'expressió de l'opinió pública per mitjà de rètols és una tradició que es remunta a la Xina imperial. Alguns viatgers expliquen que els ciutadans descontents escrivien o imprimien rètols per criticar al govern dels magistrats imperials, els cartells eren enganxats a la ciutat i fins i tot davant del tribunal, seu de la magistratura. Després, el poble es reunia al voltant dels cartells per comentar-los.
Els dazibaos es van fer més comuns quan les taxes d'alfabetització es van incrementar després de la revolució xinesa de 1911. També van incorporar períodes de circulació limitades i pamflets que es pretenia que fossin desplegats públicament.